# Dover (Pennsilvània)
Dover és una població dels Estats Units a l'estat de Pennsilvània. Segons el cens del 2000 tenia 1.815 habitants.

## Història

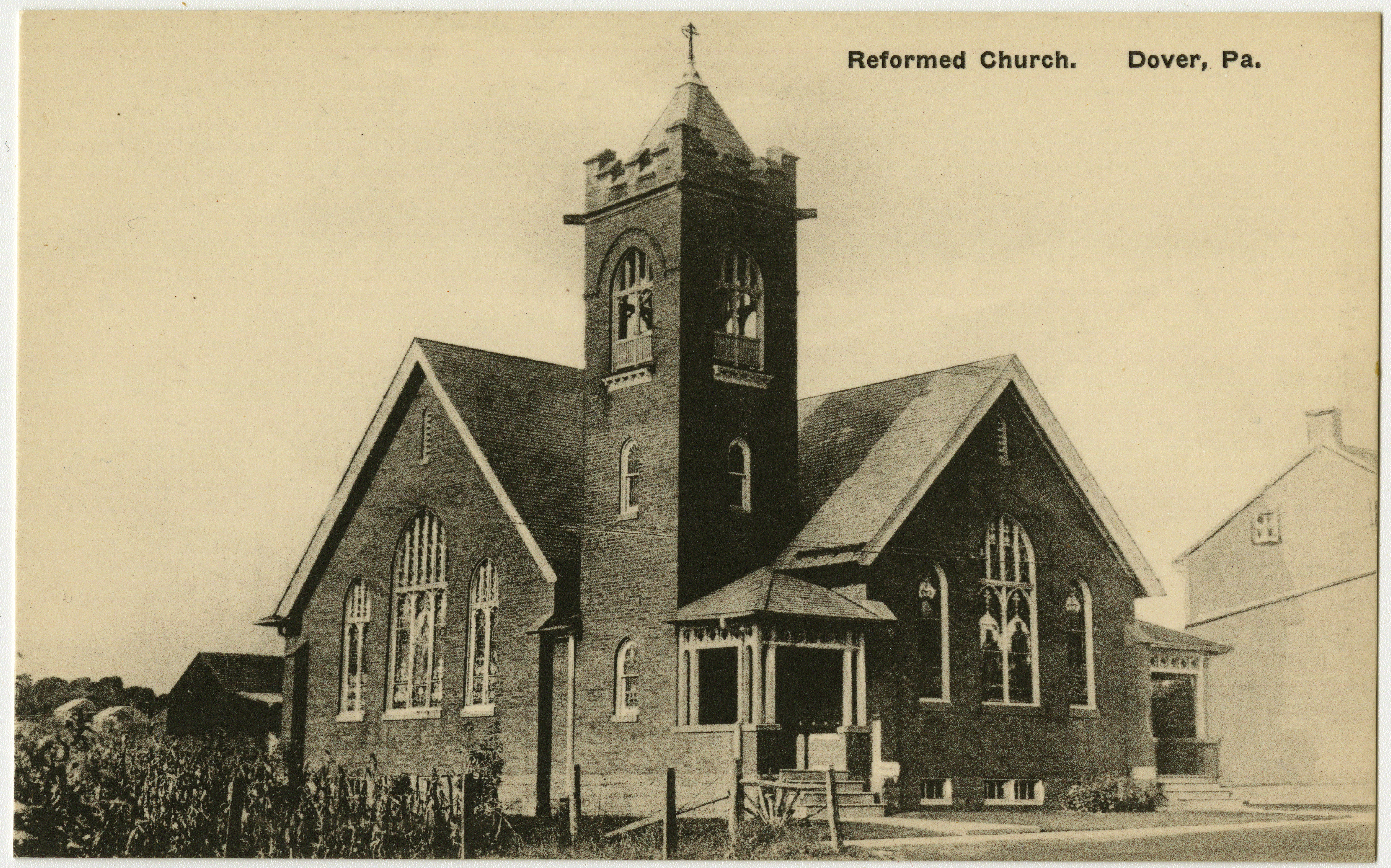
Església Unida de Crist de Dover en una postal vintage

James Joner va comprar 0,82 km² el 1764 i va construir la ciutat de Dover. Va ser conegut generalment com Joners Town fins al 1815, quan es va establir una oficina de correus a Dover.
Durant la campanya de Gettysburg de la Guerra Civil Americana de 1863, Dover va ser breument ocupada durant la nit, del 30 de juny a l'1 de juliol, per la cavalleria confederada sota el comandament de J.E.B. Stuart.
Dover va ser incorporat el 1864, 100 anys després de ser fundat.
La Casa Englehart Melchinger va ser inclosa al Registre Nacional de Llocs Històrics el 1992.

## Demografia
Segons el cens del 2000, Dover tenia 1.815 habitants, 770 habitatges, i 489 famílies. La densitat de població era de 1.401,6 habitants per quilòmetre quadrat.
Dels 770 habitatges en un 30,3% hi vivien nens de menys de 18 anys, en un 47,9% hi vivien parelles casades, en un 10,1% dones solteres, i en un 36,4% no eren unitats familiars. En el 28,2% dels habitatges hi vivien persones soles el 5,8% de les quals corresponia a persones de 65 anys o més que vivien soles. El nombre mitjà de persones vivint en cada habitatge era de 2,34 i el nombre mitjà de persones que vivien en cada família era de 2,9.
Per edats la població es repartia de la següent manera: un 23,7% tenia menys de 18 anys, un 11,6% entre 18 i 24, un 30,8% entre 25 i 44, un 23,7% de 45 a 60 i un 10,1% 65 anys o més.
L'edat mediana era de 35 anys. Per cada 100 dones de 18 o més anys hi havia 98,9 homes.
La renda mediana per habitatge era de 41.250 $ i la renda mediana per família de 46.086 $. Els homes tenien una renda mediana de 33.796 $ mentre que les dones 22.826 $. La renda per capita de la població era de 19.108 $. Entorn del 4,3% de les famílies i el 6,5% de la població estaven per davall del llindar de pobresa.

## Poblacions més properes
El següent diagrama mostra les poblacions més properes.